# Battaglia delle Termopili (191 a.C.)
La battaglia delle Termopili ebbe luogo nell'aprile del 191 a.C. tra l'esercito seleucide di Antioco III il Grande e quello romano comandato da Manio Acilio Glabrione.

## Contesto storico
Le operazioni di quest'anno cominciarono prima con l'avanzata di Antioco III in Acarnania, dove molte delle sue città furono poste sotto assedio dal sovrano seleucide. Venuto però a sapere che le truppe romane avevano passato l'Adriatico e che il sovrano macedone, Filippo V, accompagnato dal pretore romano Marco Bebio Tamfilo si stava dirigendo in Tessaglia, decise di far ritorno a Calcide.
Poco più tardi, con l'inizio della primavera, anche l'esercito consolare di Acilio Glabrione (formato da due legioni romane e due di alleati italici, per un totale di 20000 fanti, 2000 cavalieri ed alcuni elefanti), sbarcato ad Apollonia in Illiria, si unì all'armata dell'alleato macedone. La convergenza delle tre armate su Pelinna, determinarono il successo dell'assedio posto in atto dal re macedone e la fuga del re Amynandro ad Ambracia. A questo punto Acilio Glabrione assunse il comando dell'esercito romano e si diresse, con il beneplacito del re macedone, verso il sud della Tessaglia, dove rimanevano pochi presidi seleucidi da espugnare.
Antioco, venuto a conoscenza di questi accadimenti, rimase terrorizzato e comprese ciò che Annibale gli aveva predetto. Decise così di inviare messaggeri in Asia per sollecitare l'arrivo di Polissenida, mentre egli si attestava con 10000 fanti, 500 cavalieri oltre agli alleati a guardia del passo delle Termopili (già luogo di una famosa battaglia tra Greci e Persiani), per impedire al nemico di penetrare più a sud, e qui attendere l'arrivo dei rinforzi.

## La battaglia
Il sovrano seleucide fece, inoltre, costruire un doppio vallo sul quale egli pose le sue macchine d'assedio, mentre ordinò a 1000 Etoli di presidiare la sommità delle montagne vicine ad altri di posizionarsi ad Eraclea Trachinia, con il fine di impedire possibili attacchi romani alle spalle.
Il Comandante romano Acilio Glabrione, che conosceva la storia greca, si ricordò dell'esistenza di un percorso diverso per superare il passo delle Termopili già utilizzato secoli prima dai Persiani per sorprendere i Greci. Casualmente, un reparto romano condotto da Marco Porcio Catone incappò in un avamposto che Antioco aveva disposto per custodire il percorso. Riuscì a catturare uno dei greci e a scoprire la posizione della forza principale di Antioco e che la guarnigione posta a difesa del percorso ammontava a 600 armati Etoli. I Romani attaccarono questo piccolo contingente, che si disperse immediatamente.
Nel frattempo il grosso dell'esercito romano attaccò l'esercito principale di Antioco. Ad un certo punto, durante la battaglia si videro apparire gli Etoli in fuga da Catone e poi Catone stesso, l'esercito di Antioco quindi ebbe molto timore a tale vista, avendo sentito parlare del micidiale metodo di combattimento dei romani e riconoscendo di esser stato viziato dai piaceri in quell'inverno e, preso tra due fronti, venne sonoramente sconfitto mentre cercava di riparare nel proprio accampamento, incalzato dai romani che entravano in esso insieme a questo. Le perdite romane risultarono assai irrilevanti (circa 200 armati), mentre la maggior parte dell'esercito di Antioco fu annientato o ridotto in schiavitù, tanto che il re seleucide poté fuggire in Asia, ad Efeso, con soli 500 armati. Si racconta, infine, che Antioco stesso fu colpito alla bocca da una pietra e perse alcuni denti.